# Chennasamudram
Chennasamudram é uma panchayat (vila) no distrito de Erode , no estado indiano de Tamil Nadu.

## Demografia
Segundo o censo de 2001,  Chennasamudram  tinha uma população de 7353 habitantes. Os indivíduos do sexo masculino constituem 50% da população e os do sexo feminino 50%. Chennasamudram tem uma taxa de literacia de 64%, superior à média nacional de 59.5%; with male literacy of 75% and female literacy of 53%. 8% da população está abaixo dos 6 anos de idade.